# Zytodiagnostik
Als Zytodiagnostik (von griechisch κύτος kýtos ‚Höhlung, Gefäß, Urne, Wölbung, Haut, Hülle‘) wird die Beurteilung von Zellen bezeichnet, die aus ihrem Gewebeverband durch Abstrich, Biopsie (z. B. Feinnadelbiopsie) oder Punktion entnommen wurden. Die Zellen werden mikroskopisch als gefärbtes Präparat auf histologische Veränderungen oder Eigenschaften untersucht, die auf eine Erkrankung hindeuten können.
Die gewonnenen Präparate bzw. abgestrichenen Einzelzellen aus Sekreten wie Harn, Speichel oder anderen Körperflüssigkeiten (z. B. Blut, Schleimhautproben, Magensaft oder des Schleims des Gebärmutterhalses sowie der Vagina) werden zumeist durch Zentrifugation oder Mikrofiltrierung mit Farbstoffen angereichert.
Die Zytodiagnostik dient der Früherkennung von Tumorerkrankungen, Entzündungen und zur Kategorisierung unterschiedlicher Speicherkrankheiten (Thesaurismosen). Mit Hilfe der Zytodiagnostik ist es möglich, Vorstadien einer Karzinomentstehung zu beobachten. In der Gynäkologie haben Abstriche des Gebärmuttermundes eine besondere Stellung bei der Krebsdiagnostik. Diese sogenannten Papanicolaou-Abstriche (PAP-Tests) des weiblichen Genitaltraktes ermöglichen z. B. die Früherkennung des Zervixkarzinoms (Gebärmutterhalskrebs).
Internationale Fachgesellschaft klinischer Zytologen ist die Internationale Akademie für Zytologie.